# 小行星3877
小行星3877（3877 Braes）是一颗绕太阳运转的小行星，为主小行星带小行星。该小行星于1960年9月24日发现。

## 轨道参数
小行星3877的轨道半长轴为2.6097517 UA，离心率为0.127。